# آسیاب شماره ۲ خیمند
آسیاب شماره ۲ خیمند مربوط به سده‌های متاخر دوران‌های تاریخی پس از اسلام است و در شهرستان کهگیلویه، بخش چرام، دهستان چرام، ۲۰۰ متری جنوب غربی روستای خیمند واقع شده و این اثر در تاریخ ۱۸ شهریور ۱۳۸۷ با شمارهٔ ثبت ۲۳۳۴۶ به‌عنوان یکی از آثار ملی ایران به ثبت رسیده است.